# Kleine Pandas
Die Kleinen Pandas (Ailurus), auch Rote Pandas oder Katzenbären genannt, sind eine Säugetiergattung, die im östlichen Himalaya und im Südwesten Chinas beheimatet ist und sich vorwiegend von Bambus ernährt. Ursprünglich wurde der Gattung Ailurus mit Ailurus fulgens nur eine einzige Art zugewiesen. Molekulargenetische Untersuchungen aus dem Jahr 2020 zeigen jedoch, dass der bisher als solche eingestuften Unterart Styans Kleiner Panda Artstatus zuzubilligen ist (nunmehr Ailurus styani) und die Gattung somit zwei Arten umfasst. Mit dem Großen Panda ist die Gattung – entgegen zwischenzeitlichen Annahmen in diese Richtung – nicht näher verwandt.
Seit 2008 werden die Kleinen Pandas auf der Roten Liste gefährdeter Arten der Weltnaturschutzunion als „gefährdet“ (englisch vulnerable) geführt. Nach Schätzungen leben weniger als 10.000 erwachsene Exemplare in Freiheit.

## Merkmale
Kleine Pandas sind etwa 120 cm lang, davon entfallen auf die Kopf-Rumpf-Länge etwa 60 bis 65 cm und auf den Schwanz 55 bis 60 cm. Ihr Stockmaß beträgt 28 cm. Männchen erreichen ein Gewicht von rund 4,5 bis 6 kg, Weibchen ca. 4 bis 4,5 kg. Sie werden in Gefangenschaft durchschnittlich 8 bis 10, in Ausnahmefällen 14 bis 16 Jahre alt. Individuen beider Geschlechter haben sich mit einem Alter von 12 Jahren noch fortgepflanzt.

In der Gestalt sehen sie einem Waschbären ähnlich, sind aber schlanker. Ihr Fell ist lang und weich, oberseits rötlichbraun bis kupferrot, manchmal mit einem Stich ins Gelbliche, unterseits glänzt es schwarz. Das Gesicht kann individuell gefärbt sein – es ist hauptsächlich rotbräunlich mit weißen Tränenstreifen, die Schnauze ist kurz und der Nasenspiegel nackt und pechschwarz. Der Kopf ist rundlich, die Ohren sind mittelgroß, aufgestellt und laufen spitz zu, die Augen sind sehr dunkel. Der Schwanz ist buschig, je sechsmal abwechselnd gelblichrot und ocker verwaschen geringelt, ist aber nicht zum Greifen geeignet. Damit halten sie ihr Gleichgewicht im Geäst, am Boden wird er horizontal ausgestreckt getragen. Die schwarzen Beine sind kurz und bärenartig. Kleine Pandas sind Sohlengänger. Da die kräftigen Pfoten auffallend nach innen stehen, wird ihnen die Fortbewegung auf schmalen Ästen erheblich erleichtert. Die weiße, dichte Behaarung der Sohlen gewährt vorzügliche Hafteigenschaften, besonders auf feuchten Ästen. Ferner dient sie als Wärmeisolation auf Schnee- oder Eisflächen. Die Zehen sind mit gebogenen, scharfen, teilweise rückziehbaren Krallen versehen. Wie Große Pandas (Ailuropoda melanoleuca) auch, haben sie einen verlängerten Handgelenkknochen, der als Daumen funktioniert und ihnen das Greifen von Früchten erlaubt. Da die Bäume, auf denen sie sich aufhalten, größtenteils mit Moosmatten und Flechten bewachsen sind, verhilft den Kleinen Pandas ihre rötlich-bunte Färbung zu einer vorzüglichen Tarnung.

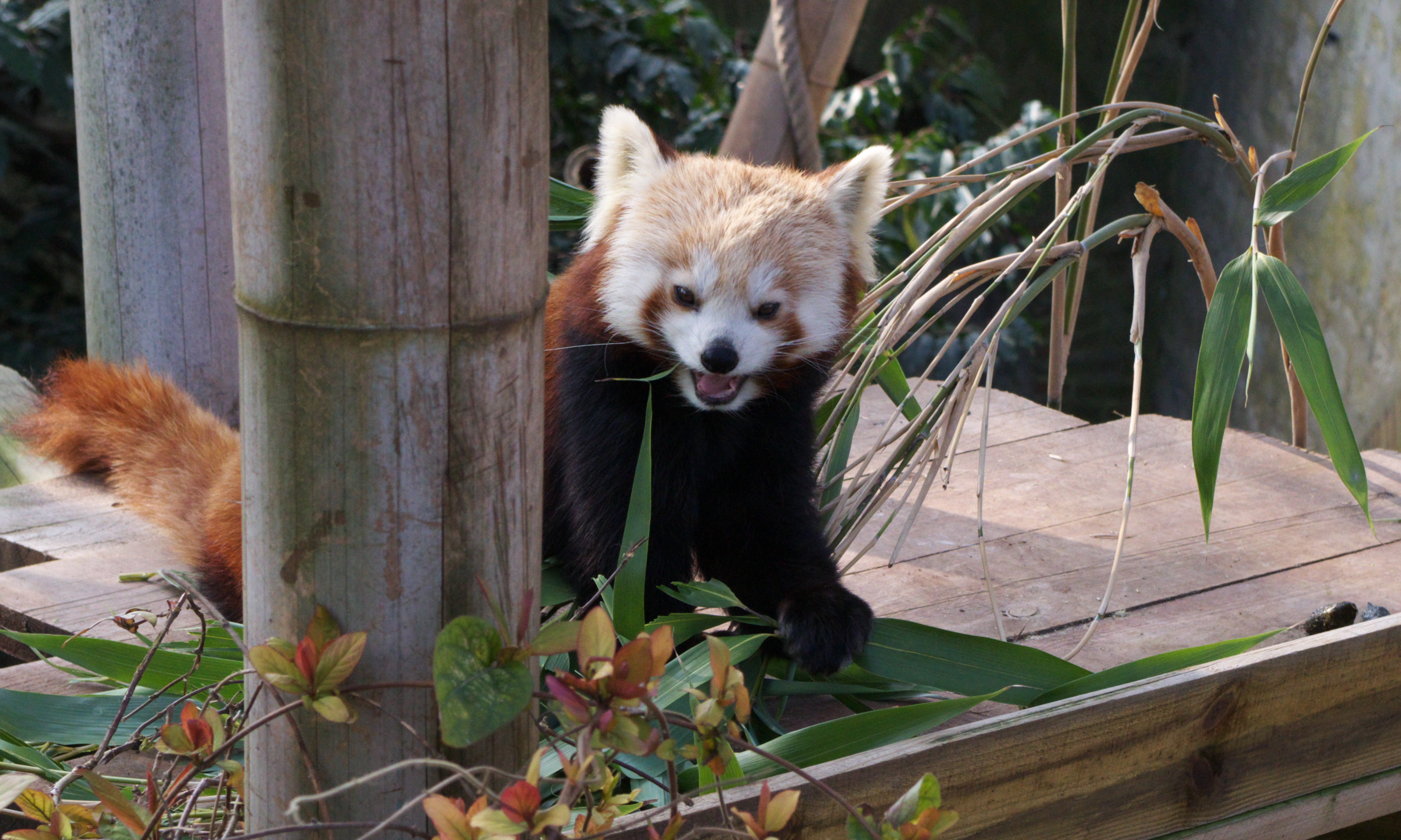
Westlicher Kleiner Panda bei der Mahlzeit

Kleine Pandas geben selten Laute von sich. Um sich zu verständigen, zwitschern, quieken oder pfeifen sie.
Das Gebiss ist im Vergleich zu jenem der Kleinbären außergewöhnlich kräftig.
- Zahnformel: I 3/3, C 1/1, P 3/3-4, M 2/2 = 36-38.[4]

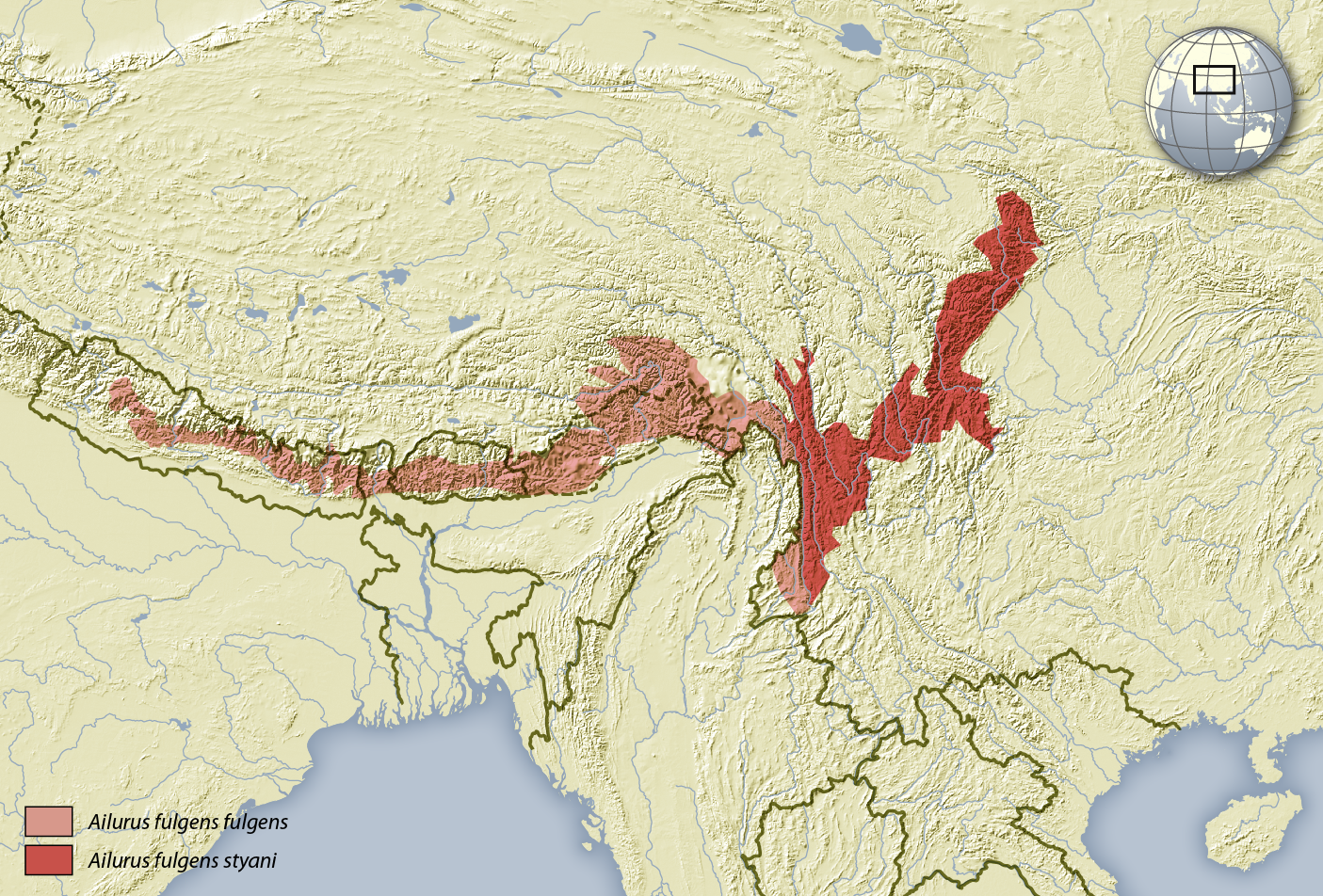
Das Verbreitungsgebiet der Kleinen Pandas. Mögliche Vorkommen in Meghalaya und Myanmar sind in dieser auf IUCN-Angaben beruhenden Karte nicht eingezeichnet.

## Verbreitung und Lebensraum
Kleine Pandas kommen in Nepal, in Bhutan und Indien (Arunachal Pradesh und Sikkim), im nördlichen Myanmar, im südlichen China (vor allem im Hengduan-Gebirge) und im südöstlichen Tibet (Kreise Mêdog und Zayü) vor. Sie bewohnen die Hänge des Himalayas auf einer Höhe von 1500 bis 4000 m. Die südliche Grenze ihrer Verbreitung liegt im Westen von Yunnan, die östliche im Westen von Sichuan. Sie sind in Mischwäldern mit dichtem Unterholz aus Bambusdickicht beheimatet. Die westliche Grenze ihrer Verbreitung liegt im Rara-Nationalpark in Nepal.

## Arten
Es gibt zwei rezente Arten:

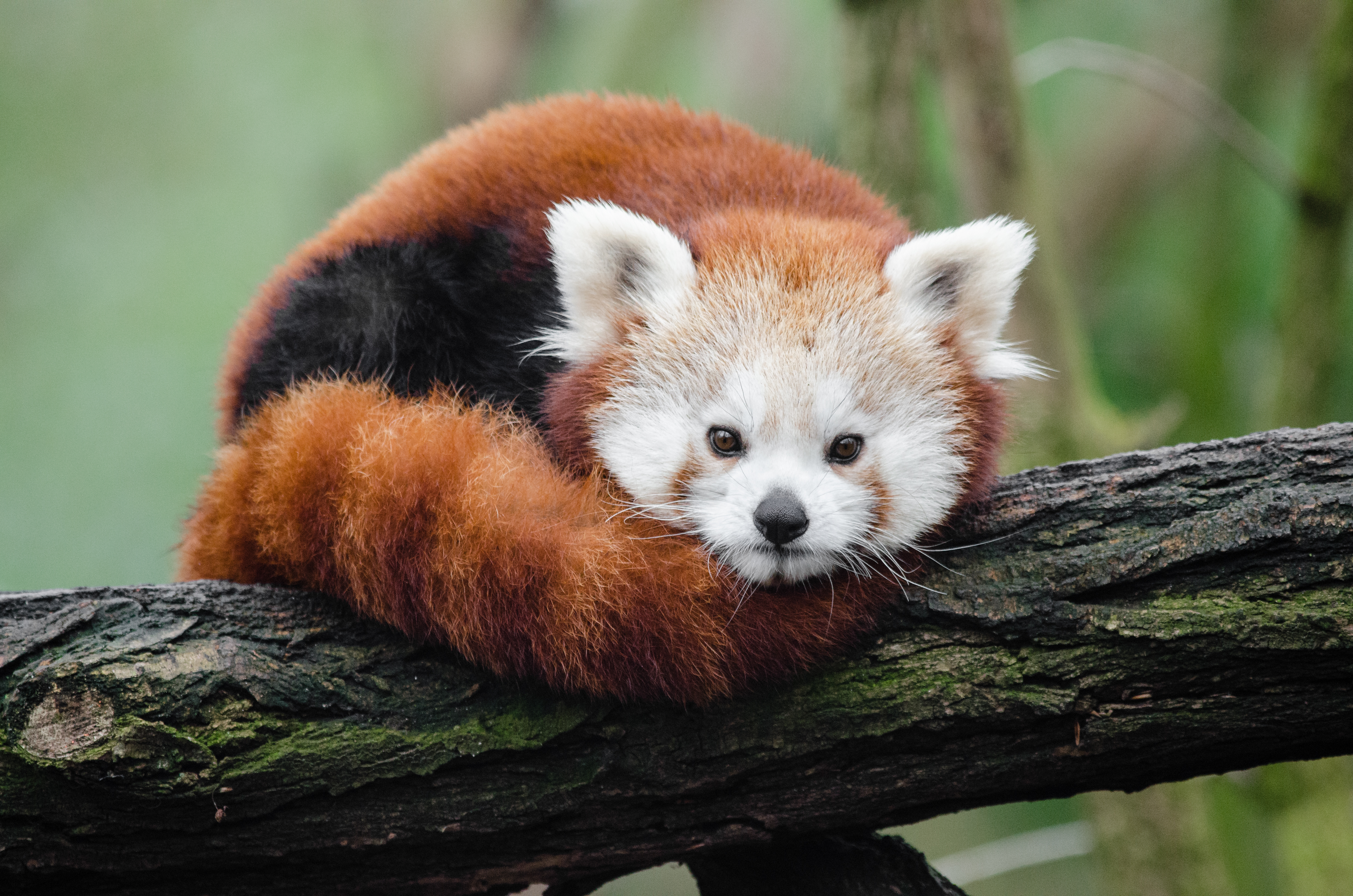
Westlicher Kleiner Panda (Ailurus fulgens), typisch ist ein weißliches Gesicht

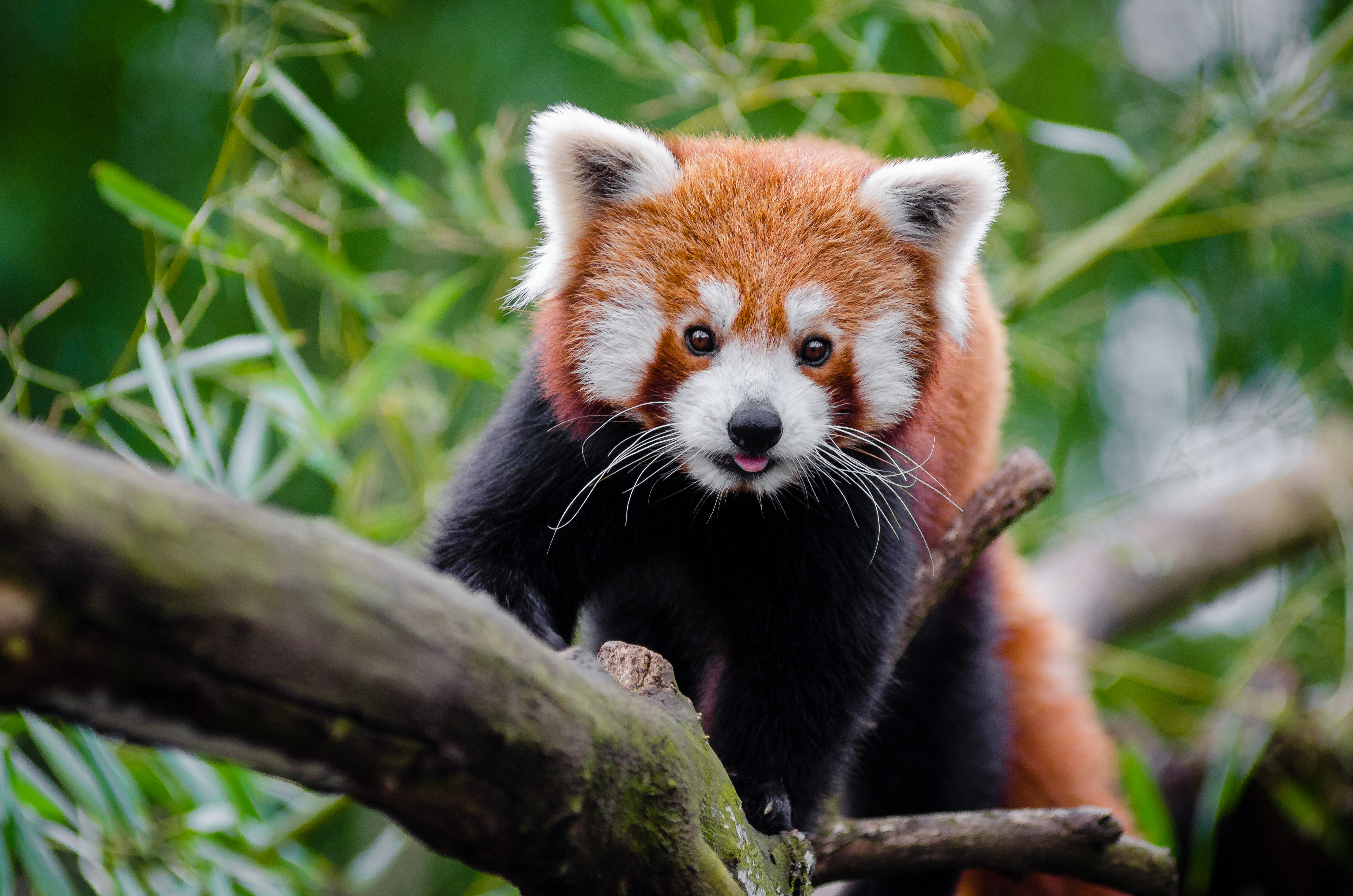
Styans Kleiner Panda (Ailurus styani), typisch ist ein rotes Gesicht mit weißen Flecken

- Der Westliche Kleine Panda oder Himalaja-Katzenbär (Ailurus fulgens Cuvier, 1825) – lebt im Westen des Verbreitungsgebietes: in Nepal, Assam, Sikkim und Bhutan;
- Styans Kleiner Panda oder Chinesischer Katzenbär (Ailurus styani Thomas, 1902) – lebt im Nordosten des Verbreitungsgebietes: im südlichen China und nördlichen Myanmar.

Letzterer wurde von Oldfield Thomas im Jahr 1902 als Unterart von Ailurus fulgens anhand eines Schädels beschrieben, der aus Sichuan stammte. Pocock unterschied styani von fulgens durch die längeren Haare im Winterfell, das dunklere Fell, den größeren Kopf, die stärker gewölbte Stirn und die kräftigeren Zähne. Seine Beschreibung beruht auf Schädeln und Fellen, die in Sichuan in der Nähe zur Grenze nach Yunnan und im Norden von Myanmar gesammelt worden waren.
Ende Februar 2020 sprach sich eine Gruppe chinesischer Wissenschaftler dafür aus, Ailurus f. styani den Status einer eigenständigen Art zu geben. Die zwei Arten wurden vor etwa 220.000 Jahren als Folge von Vergletscherungen in der vorletzten Kaltzeit (Saale-Kaltzeit in Europa) voneinander isoliert und lassen sich sowohl genetisch als auch morphologisch und in ihrer Färbung unterscheiden. Der Westliche Kleine Panda hat ein weißliches Gesicht mit rötlichem Einschlag und eine nur undeutliche Ringelung des Schwanzes. Styans Kleiner Panda hat dagegen ein rötliches Gesicht mit deutlich abgegrenzten weißen Flecken und die Schwanzringelung ist deutlicher ausgeprägt.
Es gibt auch Berichte über eine Population Kleiner Pandas in den Bergen des indischen Bundesstaates Meghalaya auf 700 m bis 1400 m Höhe. Dort herrscht ein tropisches Klima und es ist bekannt, dass die Kleinen Pandas des Himalaya und des südlichen Chinas in tropischen Klimaten nicht gut gedeihen. Möglicherweise handelt es sich deshalb um eine weitere Unterart oder Art der Kleinen Pandas.

## Lebensweise
Kleine Pandas sind sehr geschickte und akrobatische Kletterer. Während sie abends und nachts auf Nahrungssuche gehen, schlafen sie am Tage meist lang ausgestreckt in Astgabeln der Bäume, in Baumhöhlen rollen sie sich zusammen und legen dabei schützend ihren Schwanz vors Gesicht. Sie sind sehr hitzeempfindlich, Temperaturen über 25 °C können ihnen sehr zu schaffen machen. Das ist ein Grund, warum sie den ganzen Tag hoch oben in schattigen Baumkronen oder Baumhöhlen verschlafen.
In der Dämmerung beginnen sie ihre Aktivitätsphase mit einem Fellpflegeritual, wie man es von Katzen her kennt. Dabei wird das Fell sehr akribisch mit den immer wieder abgeleckten Vorderpfoten „gewaschen“. Sie schrubben sich ihren Rücken und ihren Bauch an Bäumen oder Felsen. Sie schreiten ihr Revier ebenso häufig auf dem Boden wie auf den Bäumen ab. Dabei markieren sie es mit einem stark nach Moschus riechenden Sekret aus den Analdrüsen und mit Urin.
Kleine Pandas sind friedliebende Geschöpfe, die sich jedoch bei Bedrohung durchaus wehren können. Sie flüchten, sobald sie sich bedroht fühlen. Wenn sie dem Angreifer jedoch nicht mehr ausweichen können, stellen sie sich auf die Hinterbeine. Dies lässt sie zum einen imposanter erscheinen, eröffnet ihnen jedoch zum anderen die Möglichkeit, mit ihren Vorderpfoten Prankenhiebe auszuteilen. Mit ihren scharfen Krallen können sie ihrem Gegner erhebliche Wunden zufügen. Weil er sich wie eine Katze durch Ablecken des gesamten Körpers reinigt, nennt man ihn auch Katzenbär.

### Ernährung
Der Kleine Panda ist primär ein Pflanzenfresser. Die Hauptnahrungsquelle stellen Bambusschößlinge dar. Da Bambus jedoch sehr nährstoffarm und die Verdauung des Kleinen Pandas nicht ideal dafür ausgerüstet ist, muss er große Mengen davon zu sich nehmen, um seinen Nahrungsbedarf zu decken. Daneben ernährt er sich von Wurzeln, Gräsern, Früchten, Beeren, Samen und Nüssen. Seltener erbeutet er Insekten, Kleinnager, Jungvögel und Eier. Auf Nahrungssuche läuft er nachts über den Boden und durch das Unterholz und bewegt sich dabei sehr flink und agil. Die Nahrung wird mit den Vorderpfoten zur Schnauze geführt und sehr gut zerkaut. Zum Trinken hat der Kleine Panda eine spezielle Technik entwickelt: Er taucht mit der Pfote ins Wasser und leckt sie anschließend ab.

### Fortpflanzung und Entwicklung

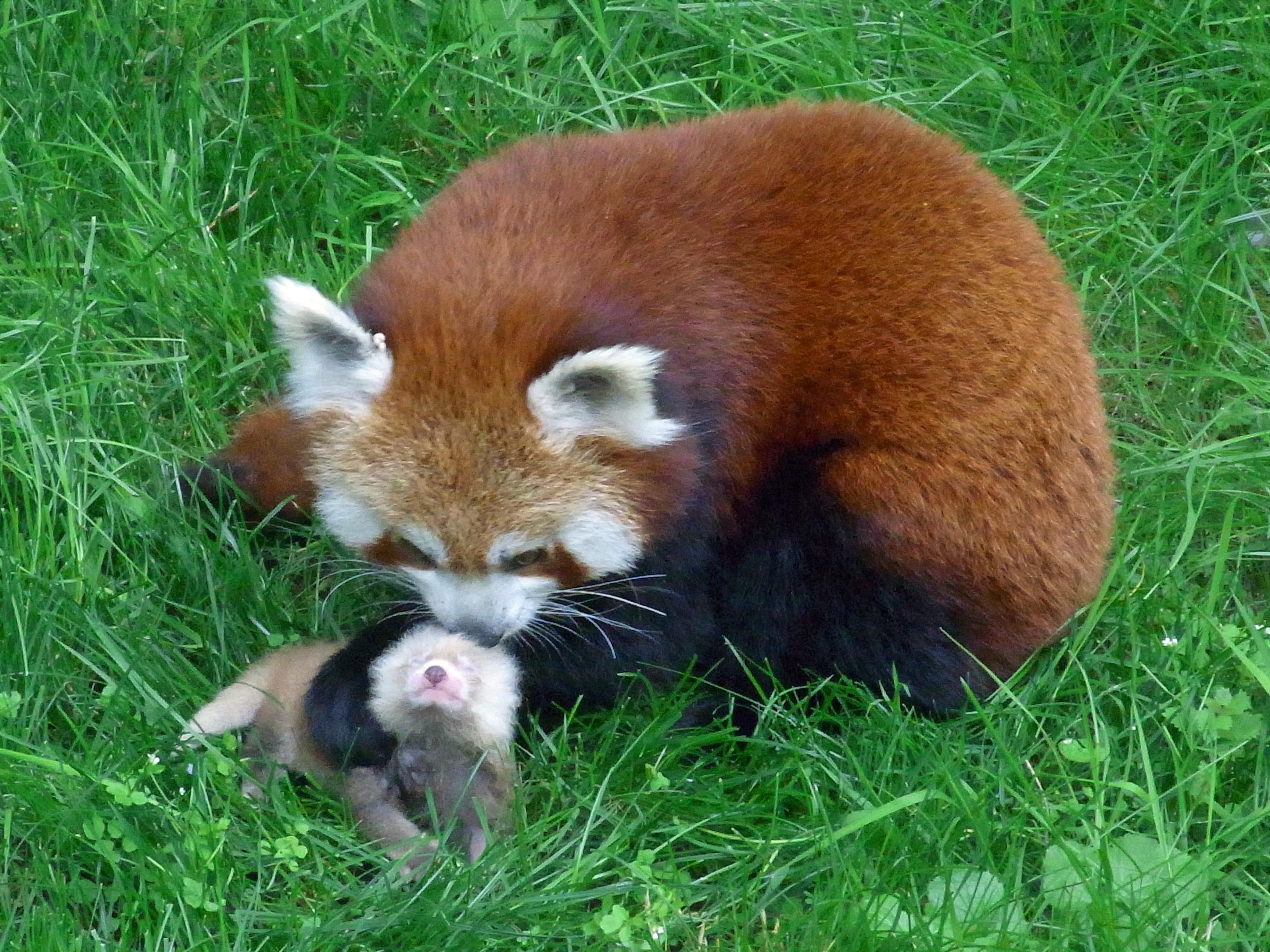
Pandaweibchen mit Welpen im Zoo Dortmund

Kleine Pandas sind eher Einzelgänger, die sich nur zur Paarung – meist Ende Dezember bis Mitte Februar – mit anderen Artgenossen zusammenfinden. Nur sehr selten leben sie paarweise oder in kleinen Rudeln. Ist das Weibchen bereit, lässt es sich am Boden besteigen, hierbei hält das Männchen das Weibchen mit einem Nackenbiss fest. Die Tragzeit dauert etwa 120 bis 140 Tage. Am Körper des Weibchens ist auffallend zu erkennen, dass sie trächtig sind. Etwa sechs Wochen vor dem Wurf werden sie regelrecht lethargisch.
Wenige Tage vor dem Wurf beginnt das Weibchen, Nistmaterial zu sammeln, unter anderem Reisig, Gras und Blätter. Das Nest entsteht zumeist in einem hohlen Baum oder einer Felsspalte. Der Wurf findet Ende Mai bis Anfang Juli, immer zwischen 16:00 und 9:00 Uhr Ortszeit statt, d. h. in ihrer Aktivitätsphase. Es werden etwa ein bis vier Welpen zur Welt gebracht, die schwach behaart und noch blind sind. Nach dem Wurf werden sie sofort gesäubert – das Muttertier prägt sich dabei genau den Geruch zur Wiedererkennung ein. Nach einer Woche verlässt das Muttertier das Nest, kehrt aber oft zurück, um den Nachwuchs zu säugen, zu säubern und das Nest zu reinigen. Die Welpen öffnen die Augen frühestens mit 18, meist aber erst mit 30 bis 40 Tagen. Zunächst sind die Augen noch grau, erst mit etwa sechs Wochen nehmen sie langsam ihre dunkle Färbung an, mit etwa zehn Wochen sind sie dann ausgefärbt. Der Nachwuchs bleibt etwa zwölf Wochen ans Nest gebunden. Mit fünf Monaten versuchen sie sich erstmals an fester Kost. Um genügend Milch liefern zu können, muss das Muttertier das Dreifache seiner normalen Nahrungsmenge zu sich nehmen. Mit Beginn der nächsten Paarungszeit werden die Welpen vom Muttertier vertrieben.
Kleine Pandas werden frühestens im Alter von etwa 18 Monaten geschlechtsreif. Die Männchen helfen sehr selten bei der Aufzucht des Nachwuchses, nur dann, wenn sie paarweise oder im Rudel leben.

## Systematik

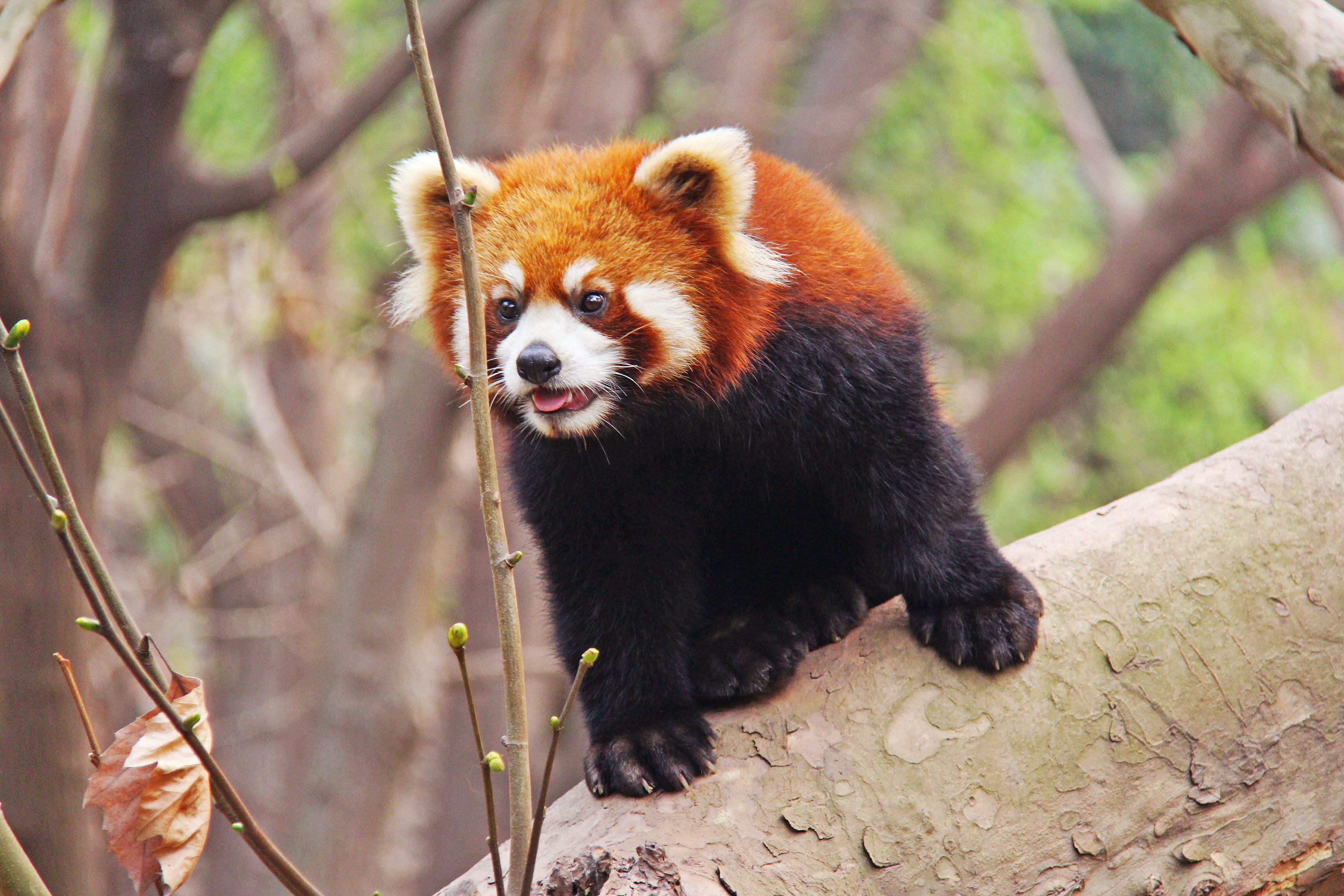
Styans Kleiner Panda

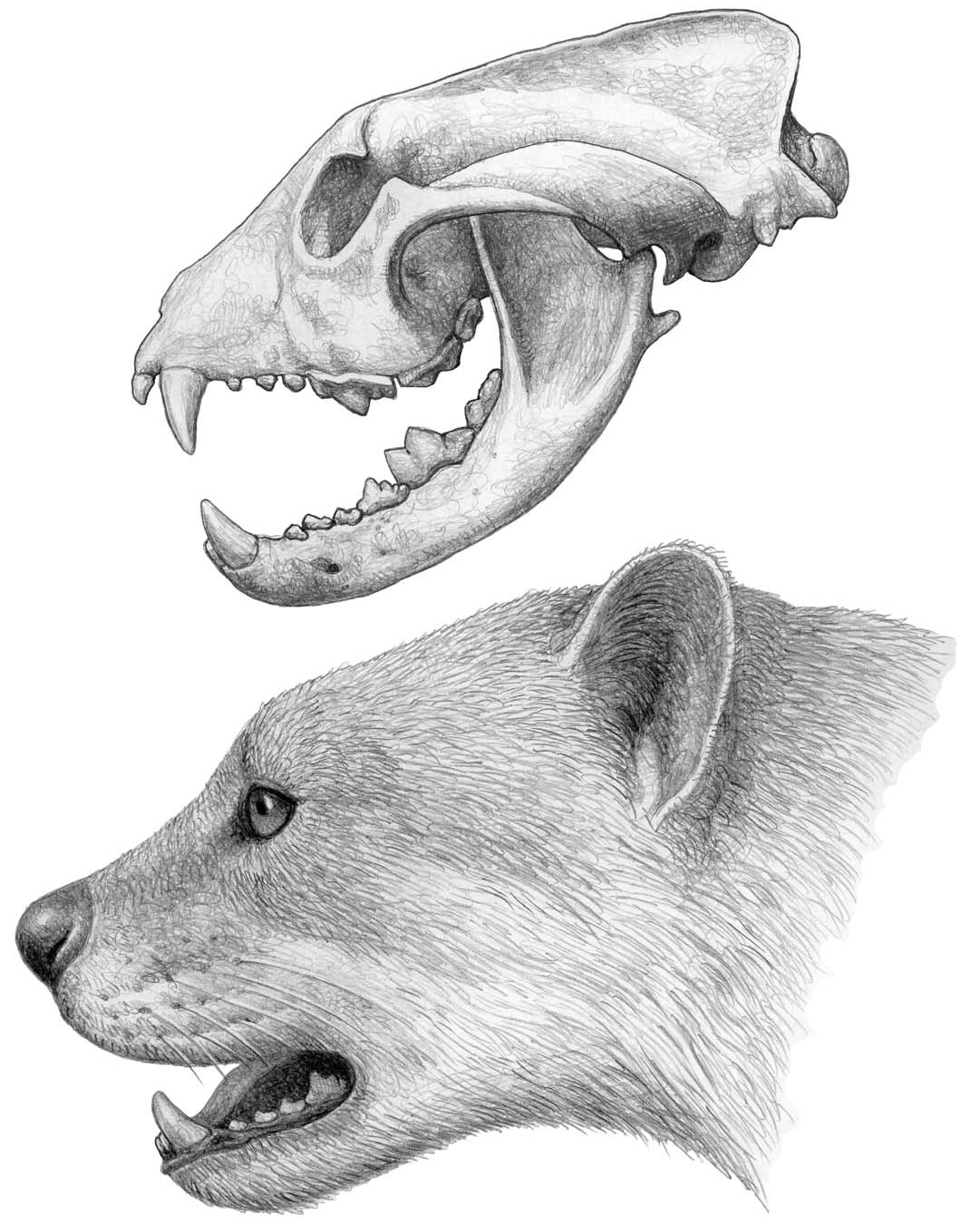
Schädel- und Kopfrekonstruktion von Simocyon batalleri

Der Kleine Panda wurde 1825 durch den französischen Zoologen Frédéric Cuvier erstmals wissenschaftlich beschrieben und den Kleinbären (Procyonidae) zugeordnet. Die Familie Ailuridae wurde im Jahr 1843 durch den britischen Zoologen John Edward Gray eingeführt.
Vor der Erstbeschreibung des Großen Pandas 1869 wurde die Art nur als Panda (oder Katzenbär) bezeichnet.
Im Jahr 1902 beschrieb der britische Zoologe Oldfield Thomas Ailurus fulgens styani, eine Unterart des Kleinen Pandas aus Sichuan. Die Nominatform, für die als Terra typica Nepal angegeben wurde, wurde dadurch zur Unterart Ailurus fulgens fulgens. Im Februar 2020 sprach sich eine Gruppe chinesischer Wissenschaftler dafür aus, sowohl der Nominatform – also dem Westlichen Kleinen Panda – als auch Styans Kleinem Panda den Status eigenständiger Arten zu geben. Die beiden Arten wurden vor etwa 220.000 Jahren als Folge von Vergletscherungen in der vorletzten Kaltzeit (Saale-Kaltzeit in Europa) voneinander isoliert und lassen sich sowohl genetisch als auch morphologisch und in ihrer Färbung unterscheiden. Die Grenze zwischen den Verbreitungsgebieten beider Arten könnte der Gebirgsfluss Saluen sein.
Die systematische Einordnung der Kleinen Pandas war lange Zeit problematisch; sie wurden taxonomisch immer wieder neu kategorisiert. Dass sie überhaupt in eine Raubtierfamilie gehören, wurde, seitdem Frédéric Cuvier sie 1825 erstmals beschrieben hat, wiederkehrend kontrovers diskutiert. Zuerst wurden sie wegen Ähnlichkeiten am Schädel, dem Gebiss, dem farblich geringelten Schwanz und anderen morphologischen Charakteristika in die Familie der Kleinbären eingeordnet. Aktuelle molekularsystematische und morphologische Forschungen sind die Grundlage dafür, dass man die Kleinen Pandas in eine eigene Familie, die Ailuridae, stellt, die an der Basis der Marderverwandten (Musteloidea) steht. Die zum Kleinen Panda führende Linie hat sich von den übrigen Marderverwandten im Oligozän getrennt und entwickelt sich seitdem eigenständig.

## Stammesgeschichte
Ailurus ist der einzige rezente Vertreter der Familie Ailuridae, die ursprünglich in allen Kontinenten der Nordhalbkugel weit verbreitet war und in Europa ihre größte Diversität erreichten. Parailurus, die ausgestorbene Form, die den heutigen Roten Pandas am meisten in Schädel- und Zahnmorphologie gleicht, kam im unteren Pliozän in Europa, Nordamerika und Asien vor, war aber um etwa 50 % größer. Pristinailurus war primitiver und lebte im späten Miozän und im frühen Pliozän (Zancleum) in Nordamerika. Fossilien der Gattung wurden in den südlichen Appalachen gefunden. Simocyon zeigte eine Mischung von ursprünglichen und abgeleiteten Merkmalen und lebte im späten Miozän (Turolium und Vallesium) in Europa, Nordamerika und China. Beim pumagroßen Simocyon batalleri aus Spanien konnte man einen falschen Daumen nachweisen, was auf eine baumbewohnende (arboreale) Lebensweise deutet. Noch älter, aus dem mittleren Miozän stammend, sind Actiocyon aus Nevada und Magerictis aus Spanien und die älteste heute den Ailuridae zugeordnete Gattung ist Amphictis aus dem späten Oligozän von Europa.

## Gefährdung
Die Kleinen Pandas sind durch Habitatverlust und -fragmentierung, Wilderei sowie Inzuchtdepression gefährdet. Der Anteil der jeweiligen Faktoren an der Gefährdung variiert je nach Region. In Indien stellt der Verlust des Habitats, gefolgt von Wilderei, die größte Gefährdung der Kleinen Pandas dar, während Wilderei und Jagd der Tiere in China und Myanmar an erster Stelle stehen. Neben der direkten Bewilderung geraten sie auch immer wieder in Fallen, die zur Jagd auf Wildschweine, Hirsche, ziegenartigem Wild und Affen aufgestellt werden.
Im chinesischen Verbreitungsgebiet wird das Fell der Tiere auf Hochzeiten traditionellerweise vom Bräutigam getragen; es wird auch für andere lokale kulturelle Zeremonien verwendet. Der Schwanz wird zur Herstellung von Hüten, Pinseln und Staubwedeln genutzt.
Die IUCN stuft Kleine Pandas als stark gefährdet ein und schätzte 2008 den Weltbestand auf weniger als 10.000 Exemplare, mit einer abnehmenden Tendenz. Auf längere Sicht ist die Abholzung des Waldes und die daraus resultierende Fragmentation des Lebensraumes die größte Gefahr für das langfristige Überleben der Gattung. Sicher kann man davon ausgehen, dass Kleine Pandas allein schon aufgrund der geringen Nachkommenzahl und ihrer Nahrungsspezialisierung entscheidende Lebensraumveränderungen nicht verkraften.
Zu den natürlichen Feinden des Kleinen Pandas gehören Leoparden und Marder.

## Artenschutz
Ailurus fulgens ist im Anhang I des Washingtoner Artenschutz-Übereinkommens aufgeführt. Der Weltzooverband WAZA führt ein Zuchtbuch für den Kleinen Panda. Zuchtbuchkoordinator ist Martin van Wees im Diergaarde Blijdorp, dem Zoo von Rotterdam. Die Nachzucht gelingt in über 30 wissenschaftlich geleiteten zoologischen Gärten.

## Kulturelle Darstellungen
Der Kleine Panda ist das Staatstier des indischen Bundesstaats Sikkim.
Die Mozilla Foundation hat seinen beliebten Webbrowser Firefox nach dem Roten Panda benannt. Viele Nutzer wissen das allerdings nicht, da das Logo eher an einen Fuchs erinnert. Trotzdem erkennt Mozilla den Roten Panda als Namensgeber an und hat deshalb mehrere Projekte unterstützt, die sich mit dem Roten Panda befassen.
Der französische Zoologe Frédéric Cuvier, Autor der Erstbeschreibung, bezeichnete den Kleinen Panda als „das schönste Säugetier auf Erden“.